# 사법경찰관리
사법경찰관리(司法警察官吏)은 사법경찰관과 사법경찰리를 합하여 지칭하는 용어로 사법경찰관은 경무관•총경·경정·경감·경위를 말하고, 사법경찰리는 경사 •경장•순경을 말한다. 삼림•해사•전매•세무•군수사기관•기타 특별한 사항(철도•저작권•문화재 등)에 관하여는 특별법을 제정하여 특별사법경찰관으로서 사법경찰관리의 직무를 수행한다.
사법경찰관은 범죄의 혐의가 있다고 인식하는 때에는 범인, 범죄사실과 증거에 관하여 수사를 개시ㆍ진행하여야 하고 사법경찰리는 이를 보조하며 사법경찰관리는 검사의 지휘가 있는 때에는 이에 따라야 한다.
범죄 혐의가 있는 자에 대하여 "피의자 신문은 사법경찰관이 하여야 한다"고 법률에서 정하고 있으나 "사법경찰관은 사법경찰리에게 수사를 지휘할 수 있다"는 포괄적인 위임 규정으로 사법경찰리(대개 경장)가 피의자 신문을 한다.

## 같이 보기
- 경찰
- 피의자신문참여권
- 특별사법경찰관리